# Ту-156
Ту-156 — вантажопасажирська модифікація середньомагістрального літака Ту-154М, на якому встановлено три двигуна НК-89, і можливе використання як палива зрідженого природного газу (ЗПГ) або традиційного авіагазу.
Такий підхід обумовлений тим, що поки немає розвиненої інфраструктури для скраплення газу і забезпечення заправок літаків. У міру її створення та розвитку Ту-156 буде переходити на використання тільки ЗПГ.
У ВАТ «Туполєв» розроблена програма створення кріогенних літаків. На першому етапі цієї програми заплановано створення літака Ту-156.

## Історія проєкту
У жовтні 1998 року АТ Газпром звернувся до літакобудівників з пропозицією створити пасажирський літак Ту-156, в той час як усіма постановами уряду та попередніми рішеннями планувалося створення вантажопасажирського варіанту. Перекомпонування літака включало в себе переробку конструкторської документації, пов'язану з перенесенням в інше місце бака для зрідженого природного газу, встановленого за первинним проєктом (частково) у вантажному (пасажирському) відсіку фюзеляжу. Пророблявся конвертований варіант, розрахований на перевезення до 104 пасажирів або 14 т вантажу.
Здійснювані АТ «АНТК ім. Туполєва» впродовж понад 15 років роботи по застосуванню в авіації альтернативних видів авіапалива у вигляді зрідженого природного газу (ЗПГ) знайшли своє відображення і в програмі розвитку цивільної авіаційної техніки Росії на період до 2015 року.
За попередніми даними (станом на середину грудня 1999 року), в цю програму увійшли дві важливі теми:
- створення літака Ту-156 з введенням його в дослідну експлуатацію в 2003–2005 роках;
- створення нового далекомагістрального пасажирського літака до 2010–2015 рр.. з двигунами, що працюють на ЗПГ.

## Особливості модифікації
Літак Ту-156 переробляється з серійного Ту-154М. Конструкція крила залишалася практично без змін, а в конструкції фюзеляжу потрібно виконати багато доробок, пов'язаних із зберіганням кріогенного палива. Основною особливістю конструкції Ту-156 є наявність двох кріогенних паливних баків — основний (задній), місткістю 13 т розміщений у хвостовій частині відсіку, передній, на 3,8 т, розміщений під підлогою. Основний бак для кріогенного палива діаметром 3100 мм і довжиною 5400 мм виконаний з алюмінієвого сплаву АМг6 і покритий шаром пінополіуретанової ізоляції товщиною 50 мм.
Система дренажу здійснює скидання пари тільки в аварійній і в нештатній ситуаціях. В основному баку окремий виділений відсік. У процесі витрачання палива він заповнюється паливом з основного відсіку струминними насосами. Подача палива здійснюється по окремій магістралі для кожного двигуна за допомогою електроприводних відцентрових насосів продуктивністю 20 м³ на годину, що створюють перепад тиску 0,17 МПа.
Заправка літака здійснюється методом переливання ЗПГ з ємності заправника за рахунок створення в ньому надлишкового тиску. Регулювання параметрів заправки — напівавтоматичне. У заправній магістралі встановлюється фільтр з номінальною тонкістю очистки в 5 мкм.
Заправка ЗПГ здійснюється з двох бортів літака від двох паливозаправників та займає не більше 30 хвилин.
На літаку використовуються з метою накопичення досвіду 2 основні системи роботи двигунів — на гасі і на ЗПГ. Переключення з однієї системи живлення на іншу займає 5 сек.

## Наслідки програми
Розробляються проєкти по використанню ЗПГ на літаках Ту-204, Ту-334, Ту-330. Впровадження ЗПГ як палива на авіаційному транспорті дає можливість значно поліпшити екологічну обстановку в районах аеродромів, дозволить зменшити дефіцит авіапалива при виснаженні запасів нафти, а також знизити експлуатаційні витрати.
АНТК ім. А. Н. Туполєва спільно з Лентрасгазом розробили технологію зріджування природного газу на основі перепаду тиску. Ця технологія може широко використовуватися у всьому світі, де є газорозподільні станції. За оцінками фахівців, цей спосіб більш економічний у порівнянні з застосовуваними в даний час. На його основі розроблено аеродромний комплекс по заправці літаків скрапленим газом.
Впровадження в практику повітряних сполучень літаків, що працюють на ЗПГ, вимагає проведення значного обсягу робіт з розвитку інфраструктури. У Санкт-Петербурзі, Уфі і Самарі є обладнання зі скраплювання природного газу.
ВАТ «Газпром» в значній мірі допомагає створенню нової авіатехніки — за його рахунок, наприклад, побудована в Москві станція скраплення газу. Всі НДР по апаратурі наземного обслуговування літака здійснюються за рахунок РАО «Газпром». Так наприклад, фінансується тема отримання скрапленого природного газу за рахунок перепаду тиску (магістральний тиск — 30 атм., В місті — приблизно 12 атм.). В результаті нової технології зрідження природного газу для використання в авіації він стає всього лише на 10-15% дорожче магістрального, що просто незрівнянно з вартістю авіаційного пального.
АНТК ім. Туполєва надає великого значення роботам, пов'язаним із застосуванням альтернативних видів авіаційних палив. «Приблизно 3-4% потужності АНТК ім. Туполєва» працює по цій тематиці.
Безпрецедентне зростання цін на авіагас (майже в 4 рази з початку минулого року) оживив давню ідею російських авіаторів: перейти на дешевше кріогенне паливо. Ідея отримала підтримку на найвищому рівні в ВАТ «Газпром», який і профінансує створення необхідної наземної інфраструктури (встановлення засобів заправки літаків зрідженим природним газом) у великих російських аеропортах. Не менш вигідно це і авіакомпаніям. Перехід на скраплений газ усуне паливний дефіцит і приблизно втричі знизить витрати авіакомпаній. Справа за малим — переобладнати лайнери Ту-154 в газову версію Ту-156. За підрахунками фахівців, всі витрати окупляться за 2—3 роки.
Практично всі розробки АТ «АНТК ім. Туполєва» мають модифікації з двигунами, що працюють на ЗПГ. Вважається, що на літаку Ту-156 повинна пройти апробацію і відпрацювання кріогенна система літака. Одночасно тривають проєктні роботи з використання двигуна ПС-90А для роботи на ЗПГ у складі силової установки пасажирського 210-місцевого середньомагістрального літака Ту-206. Його силова установка повинна складатися з двох ТРДД типу ПС-92. Застосування ЗПГ дозволить різко поліпшити екологічні показники силової установки літака: зниження викидів NO в 1,5 рази і СО — на 20%, зниження токсичних викидів — в 4 рази, зниження витрат на паливо в 2 рази.
Конструктивно літак Ту-206 створюється на базі літака Ту-204-100. Крім вирішення спеціальних питань, значну складність представляє розміщення баків з природним газом, які вимагають значного обсягу. Конструктивно 4 бака для ЗПГ розташовуються над пасажирським салоном, утворюючи своєрідний «горб», за що проєкт отримав в ОКБ прізвисько «білуга».
Орієнтовно ціна літака Ту-206 буде не більше ніж на 10-15% перевищувати ціну базового варіанту, ціна якого становить приблизно $ 25 млн.
За проєктом літака практично завершено виконання ескізного проєкту, але щоб перейти до робочого проєктування літака необхідно фінансування, якого зараз немає. Програма кілька «відтіснена» роботами по сімейству Ту-204.
Відомо, що вже в січні 1997 року за проєктом були виконані (виготовлені) продувні моделі, проводилися компонувальні роботи, був виконаний аванпроєкт і йшла підготовка до ескізного проєкту. З усіх проєктів «газових» літаків проєкт Ту-206 знаходиться в найбільш «просунутому» проєктному стані (крім проєкту Ту-156).
Очікується, що після створення Ту-156 АНТК ім. Туполєва займеться впритул проєктом Ту-206. Однак програма Ту-206 передбачає не тільки створення двигуна для роботи на ЗПГ, але і дорогої і розгалуженої інфраструктури для повномасштабної експлуатації машини, що спричиняє додаткові й досить великі витрати. У 1994 році проводився опит авіакомпаній для визначення потенційного попиту. Аналіз надійшли від авіакомпаній пропозицій і заявок показав наявність реального попиту на 60-70 літаків типу Ту-206.
У середині лютого 1999 повідомлялося, що технічних проблем на Авіаційному науково-технічному комплексі (АНТК) ім. Туполєва для створення першого у світі комерційного літака Ту-156, що працює на зрідженому природному газі (ЗПГ), не існує. Документація для побудови першого зразка відпрацьована на 70%.
Велися інтенсивні переговори з «Газпромом» з питання кредитування цієї роботи: на завершальній стадії перебувала підготовка контракту на поставку ВАТ «Газпром» літака Ту-156 з двигунами, що працюють на зрідженому природному газі (ЗПГ).
Літак Ту-156 може бути дуже вигідний і авіакомпаніям. Зараз у більшості північних і далекосхідних аеропортів Росії пального хронічно не вистачає, а там, де авіагазу достатньо, ціна на нього піднімається до захмарних висот. Наприклад, в Ухту, Красноярськ, Хабаровськ пальне возять з Центральної Росії на Іл-76, в результаті чого тонна гасу там коштує в три-чотири рази більше, ніж в Самарі або Тюмені. Перехід на скраплений газ усуне паливний дефіцит і приблизно втричі знизить витрати авіакомпаній. Справа залишається за малим — переобладнати лайнери Ту-154 в газову версію Ту-156. Коштувати це буде від 700 тисяч до 1,1 млн доларів у перерахунку на один літак. Очікується, що всі витрати окупляться вже через два-три роки.
За програмою випробувань Ту-156 було проведено понад 100 польотів. Однак після цього машина була відправлена на стоянку. Коштів у розмірі 12,5 млн доларів, щоб поставити лайнер в серію і сертифікувати його під маркою Ту-156, поки немає. А без сертифіката жодна авіакомпанія (навіть російська) літати на газифікованому літаку не ризикне.
Перший літак Ту-156 буде будуватися на дослідному заводі АНТК ім. Туполєва з використанням агрегатів планера двох літаків — Ту-154М і Ту-154Б, що належать АНТК ім. Туполєва.
Сумарні витрати за програмою створення Ту-156 оцінювалися в першій половині 1998 року в 70-80 млн деномінованих рублів (приблизно близько $ 11-13 млн), з яких вже виконаний обсяг робіт склав орієнтовно 20 млн деномінованих рублів (близько $ 3,5 млн.) . На початку 1999 року РАТ «Газпром» був у принципі згоден купити перший Ту-156 за суму, що становить до 2/3 вартості програми, тобто приблизно за 50 млн рублів (понад $ 8.0 млн.).
За відомостями на листопад 1999 року на спорудження дослідного літака, проведення його льотних і сертифікаційних випробувань необхідно було приблизно $ 15 млн.
Станом на червень 2000 року на програму НДДКР зі створення літака Ту-156 в протягом 3 років необхідно затратити 100–200 млн рублів до завершення заводських льотно-конструкторських випробувань. При цьому Газпром планує забезпечити за свій рахунок всю необхідну інфраструктуру для льотних випробувань Ту-156. Випробування літака займуть 0,5-1 год.
Вартість переобладнання лайнера Ту-154 в газову версію Ту-156 буде коштувати від 700 тисяч до 1,1 млн доларів у перерахунку на один літак. Очікується, що всі витрати окупляться вже через два-три роки.

## Подальший розвиток ідей по Ту-156
Вантажопасажирський літак Ту-156 призначений для відпрацювання в процесі тривалої експлуатації елементів бортовий кріогенної паливної системи та її сертифікації, а також для відпрацювання наземної інфраструктури Кріогенні агрегати літака будуть встановлюватися на наступних серійних кріогенних літаках ВАТ «Туполєв».
На літаку застосовуються два види палива: авіаційний гас і зріджений природний газ, що дозволяє експлуатувати літак на звичайних аеродромах і на аеродромах, що мають системи заправки ЗПГ. Застосування двох видів палива значно підвищує безпеку польотів.
Літак Ту-156 може перевозити 14 т корисного вантажу при польотах на дальність до 2600 км на ЗПГ і до 3300 км на ЗПГ гасі. У задній частині пасажирського салону виділяється вентильований відсік у якому встановлюється основний кріогенний бак, що вміщає 13 т ЗПГ. У передньому багажному відсіку виділяється вентильований відсік, в якому встановлюється центрувальні кріогенний паливний бак, що складається з двох горизонтально розташованих сполучених посудин, що вміщає 3,8 т ЗПГ.
На літак Ту-156 в основному випущена технічна документація. Дослідний екземпляр двигуна НК-89 і цілий ряд інших кріогенних агрегатів виготовлені й випробовуються на стендах.
З метою забезпечення робіт по створенню літака Ту-156 готується наземний стенд для випробування кріогенної силової установки. На базі пасажирського сертифікованого середньомагістрального літака Ту-204 з двигунами ПС-90А ведеться проєктування середньомагістрального літака Ту-204К з двигунами ПС-92, призначеного для перевезення пасажирів на авіалініях. Гас на літаку розміщується в крилових паливних баках, баки з ЗПГ розташовуються на фюзеляжі в обтічнику, що має форму з мінімальним аеродинамічним опором. Паливна ефективність літака Ту-204К становить 19,6 г/пасс.км. Цей літак здатний перевозити 210 пасажирів на відстань до 5200 км. У баки літака заправляється 22,5 т ЗПГ і 5,5 т гасу як аеронавігаційного запасу. Розроблений на рівні технічних пропозицій літак Ту-204К використовує основні елементи кріосистеми, встановлювані на літаку Ту-156.